# Liste des sénateurs belges (législature 1925-1929)
Pour les articles homonymes, voir Liste des sénateurs belges.

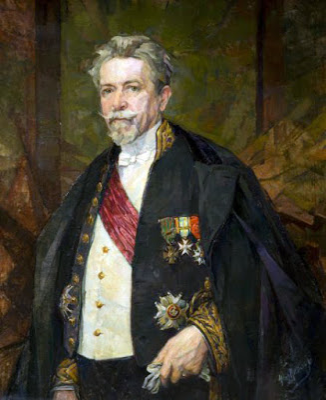
Charles Magnette, président du Sénat

Liste des sénateurs pour la législature 1925-29 en Belgique, à la suite des élections législatives par ordre alphabétique.

## Président
- Charles Magnette (13.11.28) remplace Arnold t'Kint de Roodenbeke

## Membres

### De droit
- S.A.R. Mgr le Prince Léopold de Belgique

### Élus
1. Joseph Baeck (arr. Bruxelles; socialiste)
2. chevalier Gaston Behaghel de Bueren (arr. Audenarde-Alost; catholique)
3. Vicomte Paul Berryer (arr. Liège; catholique)
4. Conrad Braun (arr. Bruxelles; catholique)
5. Emile Calonne (arr.Tournai-Ath; socialiste)
6. Albert Carnoy[1] (arr. Bruxelles; catholique)
7. Paul Cartuyvels (arr. Hasselt-Tongres-Maaseik; catholique)
8. Clesse (arrts du Luxembourg; socialiste)
9. Georges Cornet d'Elzius de Peissant (arr. Hasselt-Tongres-Maaseik; catholique)
10. Georges Croquet (arr. Charleroi-Thuin; libéral)
11. Jacques Daems (arr. Malines-Turnhout; socialiste)
12. Remy Damas (arr. Liège; socialiste)
13. Joseph De Blieck, questeur (arr. Audenarde-Alost; libéral) (+ 11.5.1927) remplacé 17.5.1927 par Gomar Vandewiele
14. comte Louis de Brouchoven de Bergeyck (arr. Termonde-Saint-Nicolas; catholique)
15. Joseph De Clercq (arr. Audenarde-Alost; catholique)
16. Anatole de Cock de Rameyen (arr. Malines-Turnhout; catholique)
17. Pierre de Coninck de Merckem (arr.Furnes-Dixmude-Ostende;catholique)
18. baron Edgar de Kerchove d'Ousselghem (arr. Gand-Eeklo; catholique) (+ 10.6.1926 - remplacé 30.6.26 par Amand Casier de ter Beken)
19. Jozef De Ley (arr. Malines-Turnhout; catholique)
20. Arthur Demerbe (arr. Mons-Soignies; libéral) (+ 17.1.1927) remplacé 20.1.1927 par baron Pol-Clovis Boël
21. Demeulemeester (arr. Bruxelles; socialiste) (+1927) remplacé 8.11.1927 par Pierre Lalemand
22. baron David de Mévius (arrts de Namur; catholique)
23. baron Joseph de Moffarts (arrts du Luxembourg; catholique)
24. Demoulin (arr. Charleroi-Thuin; socialiste)
25. Guillaume-Ghislain De Nauw (arr. Audenarde-Alost; socialiste)
26. Léon Dens (arr. Anvers; libéral)
27. Antoine Depage (arr. Bruxelles; libéral) (+ 10.6.1925)
28. Edmond Depontieu (arr. Courtrai-Ypres; christene)
29. baron Édouard Descamps (arr. Louvain; catholique), 3e vice-président
30. baron Léon de Steenhault de Waerbeeck (arr. Bruxelles; catholique)
31. Polydore De Visch (arr. Gand-Eeklo; socialiste)
32. Alberic Deswarte (arr. Bruxelles; socialiste) (+ 19.06.1928)
33. Henri Dewaele (arr.roulers-Tielt; socialiste)
34. baron Albert d'Huart (arrts de Namur; catholique), questeur
35. Émile Digneffe (arr. Liège; libéral)
36. Henry Disière (arrts de Namur; socialiste)
37. Ghislain Dochen (arr. Huy-Waremme; libéral)
38. Armand Du Bois (arr. Termonde-Saint-Nicolas; catholique) (+ 31.5.1926) - remplacé 15.6.1926 par Oscar Vermeersch (+ 13.7.1926) remplacé 20.7.1926 par vicomte Georges Vilain XIIII
39. Casimir Du Bost (arr. Bruxelles; catholique), secrétaire
40. vicomte Léon du Bus de Warnaffe (arrts du Luxembourg; catholique)
41. Hippolyte-Polydore Ducastel (arr. Courtrai-Ypres; socialiste)
42. baron François du Four (arr. Malines-Turnhout; catholique)
43. Jules Dufrane (arr. Mons-Soignies; socialiste)
44. Georges Dupret (arr. Bruxelles; catholique)
45. Durant (arr. Charleroi-Thuin; libéral)
46. Maurice Féron (arr. Bruxelles; libéral) (+ 9.5.1929)
47. François (arr. Charleroi-Thuin; socialiste)
48. Gustave Genard (arr. Nivelles; socialiste)
49. Auguste Hamman (arr.Furnes-Dixmude-Ostende;catholique) (+ 28.1.1927) remplacé 15.2.1927 par Médard Duchatelez
50. Charles Hannick (arr. Gand-Eeklo; socialiste)
51. Valère Hénault (arr. Liège; socialiste)
52. Gabriël Hicguet, questeur[2] (arrts de Namur; libéral)
53. baron Maurice Houtart[3] (arr.Tournai-Ath; catholique)
54. Alphonse Huisman-van den Nest (arr. Bruxelles; libéral)
55. Armand Huysmans (arr. Bruxelles)
56. Alfred Leurquin (arr. Nivelles; libéral)
57. Joseph Libbrecht (arr. Gand-Eeklo; catholique) (+ 3.2.1928) remplacé 11.3.1928 par Hector Cuelenaere
58. Armand Libioulle (arr. Charleroi-Thuin; socialiste) (+ 7.10.1925, remplacé par Léon Matagne))
59. Alfred Lion (arr. Huy-Waremme; socialiste)
60. Maurice Auguste Lippens[4] (arr. Gand-Eeklo; libéral)
61. Henri Longville (arr. Anvers; socialiste)
62. Jean Mahieu (arr.roulers-Tielt; catholique)
63. Gustave Martens (arr. Courtrai-Ypres; socialiste)
64. baron Georges Meyers (nl) (arr. Hasselt-Tongres-Maaseik; catholique)
65. Mousty (arr. Charleroi-Thuin; socialiste)
66. Gilbert Mullie (arr. Courtrai-Ypres; catholique)
67. Joseph Nolf (arr. Anvers; catholique)
68. Félix Paulsen (arr. Bruxelles)
69. Henri Pirard (arr. Verviers; socialiste) (démission 31.5.1927[5]) remplacé 2.6.1927 par Henri Ohn
70. Ferdinand Portmans (arr. Hasselt-Tongres-Maaseik; catholique)
71. François Quinchon (arr. Mons-Soignies; socialiste)
72. Marius Renard (arr. Bruxelles; socialiste)
73. Édouard Ronvaux (arrts de Namur; socialiste) devient sénateur provincial - remplacé 5.7.1927 par Molet
74. Alfred Rosier (arr.Tournai-Ath; catholique)
75. baron Albéric Ruzette (arr. Bruges-catholique)
76. Alphonse Ryckmans (arr. Anvers; catholique), secrétaire
77. Jules Seeliger (arr. Liège; socialiste), secrétaire (+ 23.10.1928) remplacé par Alfred Laboulle(nl)
78. Alfred Simonis (arr. Verviers; catholique)
79. Guillaume Solau (arr. Bruxelles; socialiste)
80. Pieter-Hendrik Spillemaeckers (arr. Anvers; socialiste)
81. Fernand Thiébaut (arr. Charleroi-Thuin; catholique) (+ 5.5.1928) remplacé 15.5.1928 par baron René de Dorlodot
82. comte Arnold t'Kint de Roodenbeke, président (arr. Gand-Eeklo; catholique) (+ 10.8.1928) remplacé 16.9.1928 par Henri de Kerchove d'Exaerde
83. Charles Van Belle (arr. Liège; socialiste)
84. Louis Van Berckelaer (arr. Anvers; socialiste)
85. Désiré Vandemoortele (arr. Louvain; socialiste)
86. Cyrille Van den Bussche (arr.Roulers-Tielt; catholique) remplacé le 5.5.25 par le baron Charles Gillès de Pélichy
87. Vanderick (arr. Charleroi-Thuin; socialiste) (+ 1928) remplacé 8.11.1927 par Wasterlain (démissionne 1928) remplacé 7.2.1928 par Jean Wautelet
88. Pierre Van Fleteren (nl) (arr. Termonde-Saint-Nicolas; socialiste)
89. Joseph Van Roosbroeck, secrétaire (arr. Malines-Turnhout; socialiste)
90. Frans Van Schoor (nl) (arr. Termonde-Saint-Nicolas; socialiste)
91. baron Joseph van Zuylen (arr. Liège; catholique)
92. Arthur Verbrugge (arr.Bruges - socialiste)
93. Louis Verheyden (arr. Louvain; catholique)
94. vicomte Adrien Vilain XIIII (arr. Mons-Soignies; catholique)
95. Vincent Volckaert, questeur (arr. Mons-Soignies; socialiste)
96. Karel Weyler (arr. Anvers; libéral)

### Provinciaux (40)
1. Albert Asou libéral
2. Georges Barnich
3. Émile Baudrux
4. Léopold Beosier
5. Gaston Bossuyt
6. François Braffort (+ 1.3.1926, remplacé 25.03.1926 par Hubert Pierlot)
7. Pieter-Jan Broekx (nl)
8. Victor Carpentier
9. Jules Casterman socialiste
10. Alfred Cools
11. Georges Cousot (+ 22.10.1927) remplacé 29.11.1927 par Leclercq
12. Alfred Danhier socialiste
13. baron Auguste de Becker Remy, questeur
14. chevalier Jean-Baptiste de Ghellinck d'Elseghem (+ 23.2.1927) remplacé par Léon Thienpont
15. Emile Delannoy, secrétaire
16. Alberic de Pierpont Surmont de Volsberghe (+ 28.2.1929) remplacé le 21.3.1929 par Léon Legrand
17. Mgr Simon Deploige (+ 19.11.1927) remplacé 27.11.1927 par Edouard Janssens
18. Eugène Derbaix catholique
19. chevalier Étienne de Vrière
20. Joseph Dumont
21. le duc Robert d'Ursel
22. Gustaaf Eylenbosch
23. Paul Henricot
24. Adrien Hulin catholique
25. Henri La Fontaine 1er vice-président
26. Paul Lamborelle
27. Hector Lebon
28. Jules Lekeu socialiste
29. Daniël Leyniers
30. Adolphe de Limburg-Stirum (+26.2.1926 remplacé par baron Henry Delvaux de Fenffe)
31. Charles Magnette, 2e vice-président
32. Romain Moyersoen
33. Georges Polet
34. Henri Renier
35. Gérard Rongy (démission 1927) remplacé 1.7.1927 par Édouard Ronvaux
36. Alfons Van Coillie (nl)
37. Auguste Van Ormelingen
38. Cyrille Van Overbergh
39. Edouard Van Vlaenderen
40. Emile Vinck, questeur

### Cooptés (20)
- Lucien Beauduin libéral
- Comte Charles de Broqueville[6] catholique
- Louis De Brouckère socialiste
- Maurice Despret libéral
- Pierre Diriken socialiste
- Armand Fraiture socialiste
- comte Eugène Goblet d'Alviella (+9.9.1925) libéral
- Armand Hubert catholique
- Arthur Jauniaux socialiste
- Julien Liebaert catholique
- Arthur Ligy, catholique secrétaire
- Georges Limage catholique
- Corneille Mertens socialiste
- Père Georges Rutten catholique
- Paul Segers catholique
- Mme Marie Spaak socialiste
- Georges Theunis catholique (démissionne le 28.12.1926) [7] remplacé le 18.1.1927 par Christian Esser
- Frans Toch socialiste
- Paul Tschoffen catholique [8]
- Maurice Vauthier libéral [9]
- August Vermeylen socialiste